# Codonorchis canisioi
Codonorchis canisioi är en orkidéart som beskrevs av Rudolf Mansfeld. Codonorchis canisioi ingår i släktet Codonorchis, och familjen orkidéer. Inga underarter finns listade i Catalogue of Life.